# Drosophila lauta
Drosophila lauta är en tvåvingeart som beskrevs av Wheeler och Hajimu Takada 1962. Drosophila lauta ingår i släktet Drosophila och familjen daggflugor.
Artens utbredningsområde är Haiti.